# Volgok állomás
Volgok (Wolgok) állomás föld alatti metróállomás a szöuli metró 6-os vonalán Szongbuk-ku (Seongbuk-gu) kerületben. Az állomás kiegészítő neve Tongdokjode (Dongdeokyeodae), a közelben található Tongdok (Dongdeok) Női Egyetem miatt.

## Viszonylatok
| 6-os vonal                        | 6-os vonal | 6-os vonal                                   |
| --------------------------------- | ---------- | -------------------------------------------- |
| Korea Egyetem Ungam (Eungam) felé | 6-os vonal | Szangvolgok (Sangwolgok) Sinne (Sinnae) felé |